# アフターバーナー クライマックス
『アフターバーナー クライマックス』（AFTER BURNER CLIMAX）は、2006年にセガが発売した体感型アーケードゲームである。

## 概要
20年振りに製作された、『アフターバーナーII』の正式な続編である。開発はAM2研。スプライトを駆使した擬似3D表示だった前作に対し、今作ではセガのアーケード用ゲーム基板「LINDBERGH」を使用した事により、リアルな3D表現が行われるようになった。アフターバーナー使用時の圧倒的なスピード感や、画面を埋め尽くすミサイルや敵機の迫力は、前作と同様である。
使っている技術は大きく進化している一方、ゲーム性そのものは前作のままで、それに今風の追加要素がいくつか付け加えられている。前作同様、敵配置・攻撃を把握しないとゲームを先に進めることは難しく、また一旦覚えてしまいさえすればクリアのみなら比較的難しくはないため、いわゆる覚えゲーとしての傾向が強い。
追加要素は主に以下のものである。
- 自機が3種類から選択できるようになった
- クライマックスモードの追加
- ダメージ制の導入
- コンボ制の導入
- ゲーム中ミッション（緊急指令）の導入
- 地上ステージの追加
- 対戦モードの追加

操作系は前作とほぼ変わり無く、残機制であることも同様である。しかし前作は敵の攻撃を受けると一発死だったのが今作ではダメージ制となった。
新システムとしてクライマックスモードが追加された。クライマックスモードを発動すると一定の間だけ時間の進み方を遅くでき、その間に敵からの攻撃を回避したり、敵をまとめてロックオンして撃墜できたりする。このクライマックスモードが、今作でのスコア稼ぎおよびゲームをクリアする上での重要なポイントである。
また、前作はボーナスステージを除くと空中ステージのみだったのに対し、今作では地形のあるステージが追加された。そのため、地形の間をすり抜けるスリリングな体験もできる。ただし、地形に衝突するとダメージを受けてしまうので、慎重な操作が要求される。
2010年4月21日にPS3版（PlayStation Network）とXbox 360版（Xbox Live Arcade）が共に販売・配信開始され、PS3版は2013年12月24日に販売終了（購入者への再配信は継続）、Xbox 360版も翌年2014年内に販売終了（購入者への再配信は継続）している。

## ストーリー
『アフターバーナーII』の世界（199X年）から、4X年が経過した時点（203X年）での物語となる。
Z国の衰退により、A国とZ国を中心とした世界の冷戦構造は消滅した。その後、Z国でクーデターにより誕生した軍事政権が周辺国への侵攻準備を開始したが、それに対しA国はZ国の1ヶ月以内の武装解除と国民投票の実施を要求した。これにより、A国とZ国の軍事的緊張状態が再燃した。
国連を介し二国間の調整が行われたが、A国の強大な軍事力を背景とした要求に対し、Z国は保有している核兵器の使用をちらつかせたため、調整は失敗。
A国が設定した要求期限まで残り48時間、全面核戦争への突入を防止するため、国連組織「G.H.O.S.T.」所属の特殊航空部隊、通称「Brave Fangs」に出動命令が下った。

## システム
各ボタン・レバー・敵等の名称は、公式WEBページで述べられているものに準拠している。

### ゲーム進行
武装（ガンとミサイルの2つ）およびスピード調整を駆使し、ステージ内の敵を倒しつつステージエンドまで到達すればステージクリア。敵の攻撃を受けたり地形に接触すると自機の耐久力ゲージが減少し、耐久力ゲージの残量が0になると残機が1つ減る。残機を全て失うとゲームオーバーとなる。ゲームオーバー時にはコンティニュー可能である。

### 自機の種類
実在する3種類の機体（F-14D スーパートムキャット、F/A-18E スーパーホーネット、F-15E ストライクイーグル）のいずれかを自機として選べる。これらの機種の他にも、ゲーム中で使用されている全ての航空機は、ボーイング社とノースロップ・グラマン社のライセンスおよび監修を受けている。
各機体には若干の特徴付け（旋回性能の差別化など）が行われているようだが、ゲームをプレイする上ではあまり違いはなく、好みで選んでも構わない程度である。機体の違いにこだわるよりも、敵配置を覚える方がゲームクリアには近道である。
各機体には4色のカラーバリエーション（スタンダード・カモフラージュ・スペシャルペイント・ロービジビリティ）があり、ゲーム開始時に選択する。なお、各カラーには性能差はない。

### 操縦
アナログ入力式の操縦桿・スロットルレバーを用いて、自機の操作を行う。
操縦桿を動かすことで自機を画面内で移動させる。上に傾けると下降、下に傾けると上昇、左右に傾けるとそれぞれの方向へ移動する。
操縦桿を急激に反対方向へ入れると自機がローリングする。前作よりも攻撃回避に有効で、また暴発しにくくもなってはいる。しかし、やはり急に操縦桿を動かすと発生しやすい。ニュートラルを通すようにゆっくり操縦桿を動かしたり、コの字型に操縦桿を動かしたりするとローリングしにくい。
操縦桿にはガントリガーとミサイルトリガーの二つのボタンがある。
スロットルレバーの位置には、SLOW・ニュートラル・FASTがあるのも前作同様である。スロットルレバーを触っていない状態では、レバーは常にニュートラルに位置するようになっている。FASTの位置にレバーを動かすとアフターバーナーが発動する（発動中は速度ゲージのランプが赤く点灯する）。アフターバーナーは一定時間継続するが、スロットルをSLOWに入れると途中でキャンセルすることができる。前作と違い、スロットルを手前に倒すとSLOW、前方へ押し込むとFASTである（実際の機体のスロットルと同じ）。
今作ではFASTの位置から先がある。FASTの位置から少し力を入れるとさらに先に押し込めるようになっており、その際クライマックスゲージがフル状態だと、後述のクライマックスモードが発動する。
アフターバーナー作動後、FAST状態を維持したままだとアフターバーナーが使用できないが、その状態で一旦SLOWに入れてFASTに入れ直すとアフターバーナーを再点火できる。

### 攻撃
近距離用の武装であるガンは、操縦桿のガントリガーを引くことで発射でき、引き続けることで自動連射できる。前作同様に残弾制限は無い。ガンで地上物を破壊することはできないようになっている。
遠距離向けの武装であるミサイルの使い方も前作同様で、自機前方に表示されているロックオンカーソルを敵に合わせるとロックオンし、その状態でミサイルトリガーを押すとミサイルが発射され、敵に誘導されて着弾する。
前作と同様にミサイルは残弾制で、今作では最大50発までストックできる。今作ではミサイルは自動で補充されるが、補充速度はあまり速くない（1秒間に2発程度）ので、乱発は控えたほうが良い。なお、クライマックスモードを併用することで、消費量を抑えることができる。
今作では敵に耐久力の概念があり、通常の敵へはそれぞれミサイル1～3発分の耐久力が設定されている。2以上の耐久力がある敵でも、一旦ロックオンすれば再度ロックオンする必要はなく、ロックオン状態で連続してミサイルトリガーを押すことで、連続してダメージを与えられる。
また、一定の時間間隔内で連続して敵に攻撃を当てるとコンボとなる。コンボ数は画面左上に表示され、その数字が消える前に敵へ攻撃を当てればコンボを継続できる。高いコンボ数を得るためには、ステージ全体での敵配置の完全な把握と攻撃のパターン化、クライマックスモードによるコンボ数上乗せが必要となる。

### クライマックスモード
前述の通り、スロットルレバーをFASTの位置からさらに先へ押し込むことで、クライマックスモードが発動する。ただし、クライマックスモード発動のためには、画面左下にあるクライマックスゲージがフルの状態でなければならない。
クライマックスモード発動中はクライマックスゲージが減少し続け、ゲージの残量がなくなると強制的に発動が終了する。発動中はスロットルレバーの押し込みをやめることで、任意のタイミングでゲージを残しつつ発動を終了できる。
クライマックスゲージは、時間経過と敵破壊で溜まる。自機速度が速いほど速く溜まる。なお、ステージデモの間でも溜まるので、その間にアフターバーナーを使用してゲージを稼ぐこともできる。
クライマックスモードの発動を行うとコンボ継続時間がリセットされるため、攻略パターンへ組み込むことでも有効活用できる。またクライマックスモード発動終了後は常にアフターバーナー動作状態となる。
クライマックスモード発動中は、以下の効果が発生する。
時間経過のスロー化
時間経過が遅くなることで、敵をロックオンしやすくなったり、敵からの攻撃を回避しやすくなる。この回避性能の向上を生かして、ダウン数0でゲームクリアすることもできる。
ロックオンカーソルの拡大
ロックオンカーソルが広がり、適当に機首を向けるだけで敵機をロックオンできる。
発動終了時の自動攻撃
発動と同時にミサイル残弾数が無限になり、また発動解除と同時にロックオンした全ての敵へミサイルが同時に発射される。このため、大量に出現した敵を一気に殲滅するのに有用である。発動終了後のミサイル残弾数は、発動前の数値に戻る。
ダウン数の増加
上述のロックオン中にミサイルトリガーを押すことで、敵1機あたりのダウン数を最大2倍にできる。これを行うためのミサイルトリガー連打は、当ゲームの特徴的なプレイスタイルである。

### 敵からの攻撃と自機耐久力
自機の被ダメージ量は、画面右下の耐久力ゲージにより表現されている。ダメージなしの状態が耐久力100%で、攻撃を受けると次第に減少し、0%になると自機が撃墜されたこととなり残機が1機減る。
敵からの攻撃やダメージ原因となるものには以下のものがあり、それぞれダメージ量が設定されている。
ミサイル
耐久力減少量：70%
ミサイルには複数の種類があり、大きく分けると通常ミサイル、強ミサイル（通称赤ミサイル）、必殺最強ミサイル、空対空ミサイルである。ミサイルを撃った敵により誘導性能がそれぞれ異なるが、強ミサイルは通常ミサイルに比べると誘導がきつい。必殺最強ミサイルはさらに誘導がきつく、発射されると回避は非常に困難である（クライマックスモードを発動しての回避は一応可能）。必殺最強ミサイルを使用する敵は1種類のみ（出現時にローリングしているので識別可能）、かつ出現箇所が固定されているので、場所を覚えて先手を打てば対応できる。空対空ミサイルは自機背後から出現し、アフターバーナーで振り切るか、ローリングして回避する必要がある。
ガン
耐久力減少量：数%
一発ごとのダメージは低いが、連続して被弾すると無視できないダメージ量となる。背後から出現した敵から攻撃を受けやすい。接近した輸送機やヘリからもこの攻撃があり、倒すのが遅れると予期せぬダメージを受けることがある。
炸裂弾
耐久力減少量：50%
敵から発射された後はしばらくの間炸裂し続けるので、自分から突っ込むことがないように注意。混戦状況だとありがちである。
爆弾
耐久力減少量：?%
A-10AやB-52Gから投下される。
フレア
耐久力減少量：?%
空中敵から射出される。ロックオン可のためダウン数を稼げる。
レーザー
耐久力減少量：10%
地上ステージにのみ出現。ダメージ量は少ないので、あまり気を使う必要は無い。
地形接触
耐久力減少量：数%～100%
地形に接触するとダメージを受け、特に真正面や高速度での接触はダメージが大きい。状況によっては即死もありうるので注意。

### ゲームランク
当ゲームは難易度調整にランク制を採用している。破壊率が高かったり、緊急指令をクリアしていくとランクが高くなる。ランクの違いによりかなり大きく難易度が変化し、ランクが高くなると敵の数が増え、また攻撃も激しくなる。ミスをしたり破壊数が著しく低かったりすると1段階ランクが下がり、敵撃墜を控えめにしておくとランクが上がりにくい。
コンティニューをするとランクは最低になる。
ランクは画面右上のスターの数で表現される。スターの数は最小0、最大5つ。5つの時にスターが輝くと最高ランクであるので、ランクは7段階である（0、1、2、3、4、5、輝き）。

### スコア・評価システム
当ゲームのスコア源は、敵機破壊時に得られるものと、スロットルレバーがニュートラル以上の場合に加算される飛行得点、作戦成功ボーナス及びコンボ点の4つである。飛行得点は、自機の速度が速いほど高得点が得られる。
作戦は6～7面、8面、11面、13面及び14～15面で与えられるノルマに対して成功時に3～5万点が与えられる。
たとえば8B面では10機以上の偵察機を打ち落とせば3万点、13機全てを落とせば5万点である。
コンボ点は、10コンボごとに5000点が与えられ、60コンボ以上は20コンボごとに1万点が与えられる。
そのため、他の多くのゲームとは異なり、コンボ数とスコアは二乗関数的には増加しないため多ければ多いほど良いというものではなく、70コンボを取るくらいなら60と10で切ったほうが効率が良いということになる。

プレイの評価は、敵ダウン数と最大コンボ数、経過時間であらわされ、ゲーム中に2回ある状況報告デモ時とゲームクリア時に表示される。それぞれAAA～Cまでの段階があり、ダウン数とコンボ数は数値が多いこと、経過時間は少ないことが高評価である。評価そのものはゲーム進行には影響しないが、高評価を得ることはゲームランクの上昇と同義となっている。

### 対戦モード
2つの筐体が接続されている場合は、2人同時プレイが行える。ゲーム開始時に1人プレイモードと2人プレイモードを選択でき、途中参加の場合も同様である。
今作でのスタイルは協力プレイで、お互いを撃墜することはできない。
1Pと2Pではミサイルの色が異なり（1P赤、2P青）、どちらのミサイルで敵機が撃墜されたか分かるようになっている。ステージクリア時には、互いの敵機撃墜数等により勝敗が判定される。ただし、この勝敗はゲーム進行には影響しない。

## ステージ構成
通常ステージ13、隠しステージ2の全15ステージで構成される。ステージには空中ステージと地上ステージの区別があり、地上ステージには地形・地上物が出現し、またローリングが行えないようになっている。さらに当ゲームにはステージ分岐があり、プレーヤーが選択するものと、ゲーム成績により自動で分岐するものがある。なお、前作までに存在したボーナスステージは、当ゲームでは存在しない。
分岐先を選ぶタイプのステージ分岐があるのはステージ4・8・9・13で、分岐先はそれぞれA・Bと区分される（例：ステージ4（A）、ステージ13（B））。ステージ9の分岐先は、ステージ8の分岐で選んだものと同じになる（ステージ8（A）→ステージ9（A）、ステージ8（B）→ステージ9（B））。
成績による分岐はステージ6とステージ10で、成績が良い方はSと区分される（例：ステージ6（S））。
6Sは6面と比べ敵が多く攻撃が激しくなるが、10Sは10面と比べて敵は多くなるが攻撃は易しい。
ステージによっては緊急指令が伝達されることがある。その場合、画面下部に緊急指令サインが表示され、指令を達成するとサインが輝き、失敗すると砕け散るという演出がある。緊急指令の達成は、隠しステージへの到達とエンディング分岐の条件となっている。
ステージ1 Boundless Ocean
ステージ2 Spring Mountains
序盤に強ミサイルを撃つ敵が1機登場。
ステージ3 Canyon Grandeur
地形あり。緊急指令あり。指令内容は、敵試作型爆撃機(XB-70)の撃墜。
ステージ4（A） The Lure of the Sky
回避困難な「必殺最強ミサイル」が初登場する。
ステージ4（B） Volcanic Islands
Aと同様に、必殺最強ミサイルが初登場。
ステージ5 Coastal Industrial Zone
ステージ6 Great River Valley
地形あり。緊急指令あり。指令内容は、敵ステルス爆撃機（B-2）の撃墜。ステルス爆撃機にはミサイルをロックオンできないため、接近してガンで撃墜しなければならない。このステージで撃墜できなかった場合は、ステージ7に緊急指令が引き継がれる。但し、ステルス爆撃機を見失った場合は緊急指令未達成となる。
ステージ6（S） Golden Valley
隠しステージ。通常ステージの背景色違いで、敵の数も増えている。緊急指令あり。指令内容は通常ステージと同様。
ステージ7 Vertical Hot Air
追跡あり（空対空ミサイル）。ステージ6から緊急指令が引き継がれている場合、このステージでステルス爆撃機を撃墜できないと緊急指令未達成となる。
ステージ8（A） Innocent Land
追跡あり（F-15E）。緊急指令あり。指令内容は、11機出現する友軍機（F-4E）のうち任意の8機（一人プレイ時）の生存。友軍機を狙っている敵機は赤い印で示され、これが消える（友軍機が撃墜される）前に敵機を撃墜しなければならない。
ステージ8（B） Forgotten Glory
地形あり。緊急指令あり。指令内容は、13機出現するヘリコプター（CH-47D）のうち任意の10機（一人プレイ時）の撃墜。
ステージ9（A） Iceberg Base
地形あり。狭い基地内を潜り抜ける、迫力あるステージ。
ステージ9（B） Sea of Clouds
前作のステージ6を彷彿とさせるステージ。雲の上という性格上、下方からも敵機が出現する。
ステージ10 Sea of Twilight
空対空ミサイルとF-4Eによる追跡あり。
ステージ10（S） Clouds of Twilight
隠しステージ。通常ステージほど攻撃は激しくないが、油断しているとB-52Gからのガン攻撃を受ける。
ステージ11 West Vigilance Network
地形あり。緊急指令あり。指令内容は、敵防衛ラインの突破（投光機の光条に触れない）。投光機に発見されてしまうと緊急指令未達成となり、警報と共に攻撃が激化する。
ステージ12 Sleepless Sanctuary
追跡あり（F/A-18E）。夜空で敵機が視認しにくい上に、ミサイルを複数発射する敵が立て続けに出現する。終盤には出現と同時に強ミサイルを複数撃つ敵が登場。
ステージ13（A） Final Line of Defense
低い地形あり（ローリング可）。緊急指令あり。指令内容は、敵新型爆撃機（XB-70）の撃墜。
ステージ13（B） Nuclear Arsenal
地形あり。緊急指令あり。指令内容はAと同じ。AB共に、指令がない場合はステージ終了時点で任務完了（エンディングC）。
ステージ14 Snowy Mountains
隠しステージ。緊急指令あり。指令内容は、敵が発射した巡航ミサイル3発の全撃墜。ミサイルはロックオンできないので、ガンで撃墜しなければならない。ステージ終点に達するか、巡航ミサイルを2発撃墜した時点で、ステージ15に緊急指令が引き継がれる。
ステージ15 Boundless Ocean
隠しステージ。制限時間（30秒）内に全ての巡航ミサイルを撃墜できないと、緊急指令未達成となり、空母のファランクスによる迎撃に切り替わる（エンディングB）。最後の1発を撃墜した場合はその時点でステージ終了となる（エンディングA）。

## 敵一覧

### 空中物
全て実在の軍用機が採用されている。
- F-4E
- F-5E
- F-14D ※必殺最強ミサイルを撃つ機体は、特にキリモミと通称される。
- F-15E ※耐久力が若干高い。
- F/A-18E
- A-10A ※耐久力が若干高い。
- AV-8B
- B-2A ※ステージ6～7での攻撃目標。耐久力がかなり高い。
- B-52G ※耐久力が高い。
- XB-70 ※ステージ3・13での攻撃目標。耐久力がかなり高い。
- AH-64D
- CH-47D
- 対艦巡航ミサイル ※ステージ14～15での攻撃目標。

### 地上物
全て架空の機体である。
- AAA（対空火器）
- AAA2（対空火器）
- AAA3（対空火器）
- NSAMランチャー
- ASAMランチャー
- QSAMランチャー
- QSAMレーダー ※破壊すると出現済みの地上物を誘爆できる
- サーチライト ※ステージ11に出現し、ライトを浴びると緊急指令失敗になる
- 警告灯
- レーザー ※ステージ13（B）には出力の高いレーザーがある
- シップS
- シップL
- DDG（ミサイル駆逐艦）
- 潜水艦
- 弾道ミサイル

## 筐体
体感ゲームである当ゲームには、DX筐体とSDX筐体の2つの筐体の種類がある。
DX筐体
通常の筐体。自機の動きに合わせ、シートの前後を軸として左右に振られる。振れ幅はそれほど大きくは無く（10度ほど）、また前後には動かない。筐体の周囲にセンサーがあり、そのセンサーに反応があると筐体の稼動が停止する。プレイしている途中でも反応があればその位置で止まってしまうため、センサーの調子が悪いとシートが傾いたままゲームを続行せざるを得ないこともある。筐体の稼動を止めるためのボタンがあり、ゲーム中はいつでも押せるが、一回押すとゲーム終了までは筐体を再び稼動状態にはできない。
SDX筐体
ポンプ駆動式の大型筐体。幅2.3m、奥行き2.6m、高さ2m。DX筐体とは違い前後にも動く。画面サイズは40インチに大型化されている。アフターバーナー実行時や、クライマックスモード発動時にも筐体が動く。海外向けであり、国内では稼働していない。

## サウンドトラック
当ゲームのサウンドトラックが販売されている。セガダイレクトおよび一部のセガ直営店でのみ販売され、一般小売店では販売されていない。
当ゲームオリジナルの曲の他に、アフターバーナーIIの曲も収められている。これらの曲は、メロディラインが入っていないバージョンである。
アフターバーナー クライマックス サウンドトラック
価格：2,300円（税込）
メディア：CD
型番：WM-0536
発売元：ウェーブマスター
収録曲数：20曲
曲名リスト
1. After Burner Climax
2. The Lure Of The Sky
3. Volcanic Islands
4. Great River Valley
5. Vertical Hot Air
6. A Bolt From The Blue
7. Clouds Of Twilight
8. Sleepless Sanctuary
9. After Burner -Climax Remix-
10. A Moment Of Peace
11. Maximum Power (1987)
12. Final Take Off (1987)
13. Red Out (1987)
14. Super Stripe (1987)
15. After Burner (1987)
16. City 202 (1987)
17. After Burner Climax -Opening-
18. Cleared For Takeoff
19. RTB
20. After Burner -Climax Remix full-

## その他
- エンディングは緊急指令の達成度により3種類（A～C）用意されている。
- 得点やアイテムによる残機のエクステンドは存在しない。
- 『アフターバーナーII』でのようなスロットルレバーSLOW固定では、後半面の誘導がきついミサイルを避けきれない。ニュートラルやFASTの方がミサイルは回避しやすい。
- 『アフターバーナーII』のBGMをコマンドで選択できる（機体選択直後の画面でスロットルレバーをSLOWに入れ、ミサイルトリガーを押す）。なお、このモードだと、ミサイルロックオン時の音声が旧作と同じ「Fire」となる。
- ゲームオーバーになりコンティニューカウントが終了した後、デモ画面になるまではしばらくステージ内を前進するが、その状態で最終ステージのクリアラインを超えてしまうとゲームクリア扱いとなり、エンディングが始まってしまう。
- F-14D・F/A-18Eは空母（CVN-65 エンタープライズ）から、F-15Eのみ地上からの出撃である。給油機（KC-10）からの給油方式も異なるほか、エンディング時も同様に空母への着艦と地上への着陸に分かれる。
- 進捗状況デモ等では2機の僚機を確認できるが、ゲーム中には支援は得られない。
- XBLA/PSN版は諸般の事情によりCO-OPが搭載されなかった代わりとして、公式チートと称されるEXオプションを搭載してリリースされた。なお、本作の移植にはXBLA版バーチャロンオラトリオタングラムを密かに作っていた某プログラマー（通称・暴走プログラマー）が関わっている。